# مصدر نطاقي (تلوث)
إن المصادر النطاقية هي مصادر التلوث التي ينبعث منها مادة ما أو إشعاع في منطقة محددة.

## تلوث الهواء
على سبيل المثال، تشير المصادر النطاقية لـتلوث الهواء إلى مصادر انبعاث المواد الملوِثة للهواء التي تحدث في إطار منطقة معينة. وقد صنفت وكالة حماية البيئة الأمريكية المصادر النطاقية المتسببة في تلوث الهواء في 70 مجموعة مختلفة source. فالقاطرات التي تعمل على المسارات الخطية تعتبر أحد الأمثلة على مصادر التلوث الخطية, بينما القاطرات التي تعمل على خطوط السكك الحديدية تعتبر مثالًا على مصادر التلوث النطاقية. ومن المصادر النطاقية الأخرى لتلوث الهواء:
- مجمعات غاز المداخن المتعددة التي تتواجد داخل محطة صناعية واحدة
- حرق المواد في الأماكن المفتوحة وحرائق الغابات
- التبخر الناتج عن التسربات الهائلة للسوائل المتطايرة

## تلوث المياه
تضم مصادر تلوث المياه النطاقية ما يلي:
- جريان المياه السطحية المشتملة على الأسمدة أو المبيدات والمتجمّعة من هطول الأمطار أو من مياه الري
- التعطل التام في أنظمة الصرف الصحي
- تناثر التسربات النفطية في محطة مياه رئيسية

في خمسينيات القرن العشرين أو قبل ذلك، ظهرت نماذج سريان المياه لحساب الجريان السطحي, في المقام الأول للتنبؤ بحالات الفيضان. وفي أوائل سبعينيات القرن العشرين، تم تطوير عمليات المحاكاة بالحاسوب أولًا لأغراض تحليل عملية سريان الجريان السطحي المحمّل بالمواد الملوِثة للمياه والتي كانت تأخذ في اعتبارها معدلات إذابة المواد الكيميائية المختلفة, وتسربها في التربة وعبء الملوثات الكبيرة التي يتم إلقاؤها في المياه التي يتم تجميعها. ولقد تم تطوير واحدة من أقدم وسائل المحاكاة التي تتناول عملية الانحلال الكيميائي في الجريان السطحي وعملية السريان الناتجة عنها في أوائل سبعينيات القرن العشرين بواسطة وكالة حماية البيئة الأمريكية. وقد شكلت أنظمة المحاكاة بالحاسوب القاعدة التي تم الاعتماد عليها في الإطار التنظيمي الذي أدى إلى ظهور استراتيجيات تسهم في السيطرة على تلوث المياه من خلال تقنيات استخدام الأراضي والتعامل مع المواد الكيميائية.